# UN街
『UN街』（ウンナンタウン）は、2004年3月30日から9月28日まで一部TBS系列で放送されたTBS製作のバラエティ番組である。放送時間は毎週火曜23:55 - 翌0:35 (JST) 、『Pooh!』火曜第1部の番組として放送。

## 概要
前番組『ウンナンさん』のリニューアル版で、ウッチャンナンチャンが様々な実験的企画に挑戦していた。番組は、企画ごとに司会者・ゲスト・ナレーター、セット、ウッチャンナンチャンの2shotトークの収録場所、編集などを変えていた。

## 出演者
- 内村光良（ウッチャンナンチャン）
- 南原清隆（ウッチャンナンチャン）

## スタッフ
- 構成：高須光聖、中野俊成、内村宏幸
- ディレクター：岡田秀行、植木一実
- AD：田中直幸
- プロデューサー：高橋一晃、中村昌哉
- チーフプロデューサー：荒井昌也
- 制作協力：モンドラナ → 極東電視台
- 制作：TBSエンタテインメント
- 製作著作：TBS

## 企画内容
- 新人お笑い芸人討論会 前後編
  - 司会：高野貴裕
  - 出演芸人：おさなぎ色（現在：桂ぽんぽ娘）、コレステくん、明智半平太、伊藤俊一（ムートン）、森直樹（ヤマモリ）、ばんび姫
- 新人映画監督討論会 前後編
- 40までにしたい10の事 パート1 前後編
- ホラフキング決定戦 前後編：この企画は特番化され、2004年7月20日21:00 - 21:54 (JST) に同系列で放送された。
- カタカナ練習帳 前後編
- 40までにしたい10の事 パート2 前中後編
- KUTI BILL 驚異の読唇術 前後編
- 眼力王決定戦 前中後編